# Esqui cross-country nos Jogos Olímpicos de Inverno de 2006 - 30 km livre feminino
A competição de largada coletiva feminina de 30 Km do esqui cross-country nos Jogos Olímpicos de Inverno de 2006 aconteceu no dia 24 de fevereiro.

## Medalhistas
| Ouro   | CZE Kateřina Neumannová |
| Prata  | RUS Julija Tchepalova   |
| Bronze | POL Justyna Kowalczyk   |

## Resultados
| #  | Esquiador                        | Tempo     | Dif.     | Pts    |
| -- | -------------------------------- | --------- | -------- | ------ |
|    | CZE Katerina Neumannova          | 1:22:25.4 |          | 0.00   |
|    | RUS Julija Tchepalova            | 1:22:26.8 | +1.4s    | 0.40   |
|    | POL Justyna Kowalczyk            | 1:22:27.5 | +2.1s    | 0.59   |
| 4  | NOR Kristin Stormer Steira       | 1:22:40.8 | +15.4s   | 4.36   |
| 5  | ITA Gabriella Paruzzi            | 1:23:00.8 | +35.4s   | 10.02  |
| 6  | GER Claudia Kuenzel              | 1:23:02.1 | +36.7s   | 10.39  |
| 7  | UKR Valentina Shevchenko         | 1:23:07.9 | +42.5s   | 12.03  |
| 8  | EST Kristina Smigun              | 1:23:22.5 | +57.1s   | 16.16  |
| 9  | RUS Olga Savialova               | 1:23:28.5 | +1:03.1  | 17.86  |
| 10 | ITA Sabina Valbusa               | 1:23:37.6 | +1:12.2  | 20.44  |
| 11 | FRA Karine Philippot             | 1:24:06.1 | +1:40.7  | 28.51  |
| 12 | ITA Arianna Follis               | 1:24:46.1 | +2:20.7  | 39.83  |
| 13 | GER Evi Sachenbacher Stehle      | 1:25:15.8 | +2:50.4  | 48.24  |
| 14 | SLO Petra Majdic                 | 1:25:22.5 | +2:57.1  | 50.14  |
| 15 | KAZ Oxana Jatskaja               | 1:25:30.5 | +3:05.1  | 52.40  |
| 16 | SUI Natascia Leonardi Cortesi    | 1:25:32.0 | +3:06.6  | 52.82  |
| 17 | FIN Aino Kaisa Saarinen          | 1:25:41.8 | +3:16.4  | 55.60  |
| 18 | RUS Olga Moskalenko-Rotcheva     | 1:25:45.0 | +3:19.6  | 56.51  |
| 19 | KAZ Elena Kolomina               | 1:26:06.4 | +3:41.0  | 62.56  |
| 20 | GER Stefanie Boehler             | 1:26:19.2 | +3:53.8  | 66.19  |
| 21 | RUS Evgenia Medvedeva-Abruzova   | 1:26:28.1 | +4:02.7  | 68.71  |
| 22 | UKR Vita Jakimchuk               | 1:26:32.2 | +4:06.8  | 69.87  |
| 23 | FIN Riitta Liisa Lassila         | 1:26:55.4 | +4:30.0  | 76.43  |
| 24 | NOR Kristin Murer Stemland       | 1:27:05.9 | +4:40.5  | 79.41  |
| 25 | JPN Chizuru Soneta               | 1:27:25.8 | +5:00.4  | 85.04  |
| 26 | BLR Ludmila Korolik Shablouskaya | 1:27:44.4 | +5:19.0  | 90.31  |
| 27 | CZE Ivana Janeckova              | 1:27:55.7 | +5:30.3  | 93.51  |
| 28 | SWE Britta Norgren               | 1:28:21.9 | +5:56.5  | 100.92 |
| 29 | NOR Ella Gjomle                  | 1:28:28.2 | +6:02.8  | 102.71 |
| 30 | SWE Anna Karin Stromstedt        | 1:28:29.4 | +6:04.0  | 103.05 |
| 31 | CZE Kamila Rajdlova              | 1:28:38.6 | +6:13.2  | 105.65 |
| 32 | USA Sarah Konrad                 | 1:28:39.2 | +6:13.8  | 105.82 |
| 33 | CHN Hongxue Li                   | 1:28:49.8 | +6:24.4  | 108.82 |
| 34 | BLR Olga Vasiljonok              | 1:29:22.8 | +6:57.4  | 118.16 |
| 35 | BLR Alena Sannikova              | 1:29:30.4 | +7:05.0  | 120.31 |
| 36 | FRA Elodie Bourgeois Pin         | 1:29:37.6 | +7:12.2  | 122.35 |
| 37 | JPN Sumiko Yokoyama              | 1:29:41.3 | +7:15.9  | 123.40 |
| 38 | KAZ Natalya Issachenko           | 1:30:04.3 | +7:38.9  | 129.91 |
| 39 | CZE Helena Balatkova Erbenova    | 1:30:20.6 | +7:55.2  | 134.53 |
| 40 | KAZ Svetlana Malahova-Shishkina  | 1:30:41.5 | +8:16.1  | 140.44 |
| 41 | EST Tatjana Mannima              | 1:30:42.1 | +8:16.7  | 140.61 |
| 42 | UKR Kateryna Grygorenko          | 1:31:36.9 | +9:11.5  | 156.12 |
| 43 | USA Rebecca Dussault             | 1:31:43.3 | +9:17.9  | 157.94 |
| 44 | BLR Viktoria Lopatina            | 1:31:47.3 | +9:21.9  | 159.07 |
| 45 | CHN Yuanyuan Liu                 | 1:32:00.9 | +9:35.5  | 162.92 |
| 46 | CHN Li Huo                       | 1:32:28.8 | +10:03.4 | 170.82 |
| 47 | USA Abby Larson                  | 1:32:51.9 | +10:26.5 | 177.36 |
| 48 | GER Nicole Fessel                | 1:34:06.2 | +11:40.8 | 198.39 |
| 49 | TUR Kelime Aydin                 | 1:34:07.2 | +11:41.8 | 198.67 |
| 50 | ROM Monika Gyorgy                | 1:35:25.4 | +13:00.0 | 220.81 |
| -  | FIN Virpi Kuitunen               | DNF       |          |        |
| -  | ITA Antonella Confortola         | DNF       |          |        |
| -  | KOR Chae-Won Lee                 | DNF       |          |        |
| -  | CHN Dandan Man                   | DNF       |          |        |
| -  | FIN Kati Venalainen              | DNF       |          |        |
| -  | SLO Maja Benedicic               | DNF       |          |        |
| -  | EST Kaili Sirge                  | DNF       |          |        |
| -  | USA Lindsey Weier                | DNF       |          |        |
| -  | UKR Marina Malets Lisogor        | DNF       |          |        |
| -  | SWE Lina Andersson               | DNF       |          |        |
| -  | LTU Irina Terentjeva             | DNF       |          |        |
| -  | CAN Milaine Theriault            | DNS       |          |        |

Legenda
| Recorde mundial      | Recorde mundial (World record)               |                       | Recorde africano                      | Recorde africano (African) |                                           | Q | Classificado por posição (Qualified) |
| Recorde olímpico     | Recorde olímpico (Olympic record)            | Recorde da América    | Recorde da América (Americas)         | q                          | Classificado por melhor tempo (Qualified) |   |                                      |
| Melhor marca do ano  | Melhor marca do ano (World leading)          | Recorde asiático      | Recorde asiático (Asian)              | DNS                        | Não largou (Did not start)                |   |                                      |
| Recorde nacional     | Recorde nacional (National record)           | Recorde europeu       | Recorde europeu (European)            | DNF                        | Não terminou (Did not finish)             |   |                                      |
| Recorde pessoal      | Recorde pessoal do atleta (Personal best)    | Recorde da Oceania    | Recorde da Oceania (Oceania)          | DSQ / DQ                   | Desclassificado (Disqualified)            |   |                                      |
| Recorde da temporada | Recorde da temporada do atleta (Season best) | Recorde sul-americano | Recorde sul-americano (South America) | NM                         | Sem marca (No mark)                       |   |                                      |